# John Toll
John Toll, född 1952, är en amerikansk filmfotograf. För filmerna Höstlegender och Braveheart fick han en Oscar för bästa foto två år i rad.

## Filmografi (i urval)
- 1994 – Höstlegender
- 1995 – Braveheart
- 1996 – Jack
- 1997 – Regnmakaren
- 1998 – Den tunna röda linjen
- 2000 – Almost Famous
- 2001 – Vanilla Sky
- 2001 – Kapten Corellis mandolin
- 2005 – Elizabethtown
- 2007 – Gone Baby Gone
- 2008 – Tropic Thunder
- 2012 – Cloud Atlas
- 2013 – Iron Man 3